# JoAnna Garcia Swisher
JoAnna Garcia Swisher, född 10 augusti 1979 i Tampa, Florida, är en amerikansk skådespelare.
Swisher har bland annat medverkat i TV-serierna Are You Afraid of the Dark? (1994–1996) och Sweet Magnolias (2020–2022). Hon har även medverkat i filmen Not Another Teen Movie från 2001.

## Filmografi (i urval)
- 1994–1996 – Are You Afraid of the Dark? (TV-serie)
- 2001 – Not Another Teen Movie
- 2020–2022 – Sweet Magnolias (TV-serie)